# Abdallah ibn Zakariya ibn Musa
Abdallah ibn Zakariya ibn Musa (arabisch عبد الله بن زكريا, DMG ʿAbd Allāh b. Zakariyā), genannt az-Zāchir / الزاخر / az-Zāḫir (* 1680 in Aleppo, Syrien; † 20. August 1748 im Kloster Mar Hannā, Šuwair, Libanon), war ein melkitischer Diakon, Goldschmied und Buchdrucker.

## Leben
Abdallāh Zāchir beherrschte die klassische arabische Sprache sehr gut und besaß auch ausgedehnte Kenntnisse auf den Gebieten der Philosophie, Theologie und Kirchengeschichte. Anfangs war er in seiner Geburtsstadt Aleppo tätig. Da er dort aber in Auseinandersetzungen mit den Behörden der orthodoxen Kirche verwickelt war, begab er sich 1722 in den Libanon und ließ sich dort dauerhaft als Laiendiakon im melkitischen Bergkloster von Mar Hannā (Johannes des Täufers) in Šuwair nieder. Dort gründete er eine der ersten arabischen Buchdruckereien im Orient, die ab 1734 ihre ersten Werke verlegte. Er stand unter dem Einfluss der Jesuiten Antonio Nacchi und Pierre Fromage, von denen Letzterer ab 1710 missionarisch in der Levante wirkte.
Das Ziel der von Abdallāh Zāchir eröffneten Druckerei war die Förderung der Verbreitung von apologetischer, erzieherischer und liturgischer Literatur für die orientalische Christenheit. Er beteiligte sich an der Niederschrift der religiösen Verfassung der Basilianer vom hl. Johannes dem Täufer (auch Choueriten genannt) und widersetzte sich energisch den Versuchen des Patriarchen Cyril Tānās, die Mönche dieser Ordensgemeinschaft mit den Basilianern vom Heiligsten Erlöser in einem einzigen Orden zusammenzufassen. In seinen von ihm selbst verfassten Werken verteidigte Abdallāh Zāchir die katholischen Standpunkte gegenüber den Armeniern und der griechisch-orthodoxen Hierarchie. Auch hinterließ er mehrere Predigten und Briefe.